# Richard Bella
Richard Felicié Bella (Bimbo, 3 aprile 1964) è un ex cestista centrafricano.

## Carriera
Iniziò a giocare a basket a 17 anni, divenendo ben presto uno dei giocatori più forti della Repubblica Centrafricana. A 20 anni venne convocato per i Campionati Africani 1987, e conquistò con la propria nazionale la medaglia d'oro.
Partecipò così anche ai Giochi olimpici del 1988 di Seul, chiusi al 10º posto. In Corea del Sud venne notato dal coach Steve Konchalski, il quale convinse il giocatore a trasferirsi alla Saint Francis Xavier University, università canadese con sede ad Antigonish. Con gli X-Men disputò il campionato CIAU (Canadian Interuniversity Athletics Union) e al termine della prima stagione venne nominato "rookie dell'anno". Nel 1993 guidò la squadra al primo successo in campionato nella propria storia, venendo nominato MVP stagionale. Nel 2008 è stato inserito tra i membri della Hall of Fame di Saint Francis Xavier University.
Terminata l'esperienza canadese, Bella decise di trasferirsi all'estero. Fu ingaggiato dall'Auxilium Torino con un contratto annuo del valore di 100.000 dollari. Con la squadra piemontese disputò 40 partite in Serie A2 1993-1994, mettendo a referto 485 punti totali (media di 12,1 a partita).
Nel 1994 si trasferì alla Libertas Udine, squadra che prese parte alla Serie A2 1994-1995. Per Bella l'esperienza friulana si rivelò breve: disputò infatti le prime 9 partite del girone d'andata (116 punti totali, media di 12,9 a partita) e successivamente fu svincolato dalla società in seguito ad un infortunio ai legamenti di un ginocchio.